# 4614 Masamura
4614 Masamura (1990 QN) là một tiểu hành tinh vành đai chính được phát hiện ngày 21 tháng 8 năm 1990 bởi Mizuno và Furuta ở Kani.